# Организација Тот
Организација Тот је била немачка цивилна и војна грађевинска организација која је добила име по свом оснивачу Фрицу Тоту, инжењеру и високом нацистичким званичником. Ова организација је била заслужна за велики број грађевинских пројеката у Немачкој пре и током Другог светског рата, као и на окупираним територијама од Француске до Совјетског Савеза. Она је постала чувена због свог коришћења принудног рада. Историја ове организације се може грубо поделити у три периода:
- предратни период од 1933. до 1938. у ком је Тотова главна функција била генерални инспектор немачких путева, а његов главни задатак изградња мреже аутопутева. Организација је могла да се користи регрутованим (обавезним) радом преко Државне службе рада.
- период од 1938. када је формирано језгро организације Тот па до фебруара 1942. када је Тот погинуо у паду авиона. Током овог периода Тот је постављан за министра наоружања и муниције и пројекти организације Тот су били скоро искључиво војне природе. Велико повећање захтева за радном снагом изазван разним војним и паравојним пројектима је било задовољено низом закона о обавезној служби, која је на крају обавезала све Немце на произвољно одређен (у пракси неограничен) обавезни рад за државу. Од 1938. па до 1940. преко 1,75 милиона Немаца је било регрутовано у радну службу. Од 1940. до 1942. организација Тот је почела да се ослања на стране раднике, ратне заробљенике, цивилне раднике, раднике сa истокa Eвропе и добровољачке јединице створене од ратних заробљеника.
- период од 1942. па до краја рата када је Тота наследио Алберт Шпер и огранизација Тот апсорбована у (проширено и преименовно) Министарство наоружања и ратне производње. Приближно 1,4 милиона радника је служило за организацију Тот. Од тога 1% су чинили Немци који нису примљени у војну службу и 1,5% су били затвореници из концентрационих логора; остатак су били ратни заробљеници и принудни радници из окупираних држава. Сви су у пракси третирани као робови. Многи нису преживели рат.